# Barbarin rov
Barbarin rov (slov.: Barbara rov) dio je rudnika Huda jama, blizu mjesta Huda Jama, u Sloveniji. Tu se dogodio masakr ratnih zarobljenika Nezavisne Države Hrvatske te slovenskih domobrana i civila nakon završetka Drugog svjetskog rata u Jugoslaviji.
O masovnoj grobnici se prvi put javno raspravljalo tijekom 1990. nakon pada komunizma u SR Jugoslaviji. Te godine je podignuta spomen kapelica na mjestu Barbarin rov, iako je točan položaj svih grobova u to vrijeme bio nepoznat. Ima prizora gdje se leševi drže za ruke. 
U rudniku su 2009. ekshumirani posmrtni ostaci 726 žrtava, koje su uglavnom žive zazidane u rudniku. Među ekshumiranim žrtvama ima oko 10 posto žena. Slovenski publicist Roman Leljak u knjizi "Huda jama - strogo čuvana tajna" iz 2015. godine iznosi pretpostavku da se u dubljim dijelovima rudnika nalazi još 2300 tijela žrtava, koje su dovođene na stratište u vremenu od 25. svibnja do 6. lipnja 1945. godine.
Masovna smaknuća izvršavale su posebne komunističke jedinice. Osobito Korpus narodnog oslobođenja Jugoslavije (KNOJ) i Odjelenje za zaštitu naroda (OZNA).
Pripremala je mjesna OZNA, koju je tada vodio Konrad Pevec – Konči. Konrad Pevec je prije rata bio jamski nadzornik i dobro je poznavao rov sv. Barbare i njegove otvore. 
Masovnu je grobnicu otkrio istraživač Roman Leljak u proljeće 1990. godine. 

## Filmovi o Barbarinom rovu (Hudoj jami)
- Huda jama - strogo čuvana tajna (2016.), dokumentarni film Romana Leljaka.[8]

- Rudar (2017.), slovenski igrani film redateljice Hanne Slak. Glavne uloge igraju Leon Lučev, Marina Redžepović, Zala Đurič i Boris Cavazza. Film prati istinitu priču o rudaru Mehmedaliji Aliću, koji je 2009. u rudniku Huda jama, nakon osmomjesečne bitke sa sustavom, uz prijetnje da će završiti na cesti, nakon jedanaest zidova u horizontalnom Barbarinu rovu došao do masovne grobnice s 1420 leševa, koji su bili ubijeni 1945. godine. Jedan dio ubijenih bio je i u oknu tj. vertikalnom rovu.

Kad je shvatio da su se policija, vlast i rukovodstvo rudnika dogovorili da donesu javno priopćenje o zabrani istraživanja iz  "sigurnosnih razloga", s namjerom zataškavanja istraživanja partizanskih poslijeratnih zločina, te da su na temelju prvih 500 žrtava htjeli donijeti odluku da se radi o vojnoj grobnici, Mehmedalija Alić je ponovno ušao u rudnik i izvukao ženske pletenice, poslikao ih i poslao medijima kako bi istina o rudniku i o ubijenim civilima isplivala van. Skoro je izgubio posao, degradiran je kao rudar i ostao sam, bez podrške. I onda je sam, a kasnije uz pomoć jednog čovjeka, krenuo u svoju dvogodišnju borbu za vraćanje vlastitog dostojanstva. Napisao je knjigu Nitko i ništa, po kojoj je rađen i scenarij za film, i na kraju je uspio nakon proživljene nepravde vratiti svoje dostojanstvo. Film spaja Srebrenicu, mjesto odakle je Mehmedalija, i Sloveniju, u razdobljima 1945., 1995. i 2008.
Leon Lučev je za ulogu Mehmedalije na Festivalu slovenskog filma 2017. dobio nagradu za najbolju mušku ulogu.

## Vanjske poveznice
- Članak u javno-com
- Demokracija  Arhivirana inačica izvorne stranice od 1. lipnja 2016. (Wayback Machine) Dr. Peter Starič: Je Huda jama nekakšen slovenski Auschwitz? (slo.)
- Novice Slovenski Auschwitz? Kaj do naredili s trupli na meji ustreljenih ubežnikov (slo.)
- Mladina Bernard Nežmah: Slovenski Auschwitz (slo.)